# Cheilymenia magnipila
Cheilymenia magnipila är en svampart som beskrevs av J. Moravec 1968. Cheilymenia magnipila ingår i släktet Cheilymenia och familjen Pyronemataceae.   Inga underarter finns listade i Catalogue of Life.